# Patience (KSI)
Patience è un singolo del rapper britannico KSI, pubblicato il 12 marzo 2021 come primo estratto dal suo terzo album in studio All Over the Place.

## Descrizione
Il brano vede la partecipazione del cantante britannico Yungblud e del rapper statunitense Polo G. È stato scritto dagli interpreti e da Nicholas Gale, George Tizzard, Richard Parkhouse, James Bell, Sam Gumbley, Diego Avendano, Yoshiya Ady, Peter Jideonwo e Matt Schwartz e prodotto da quest'ultimo.

## Video musicale
Il video musicale ufficiale del brano, diretto da Troy Roscoe, è stato reso disponibile in concomitanza con l'uscita del brano sul canale YouTube di KSI.

## Successo commerciale
La canzone ha debuttato alla terza posizione della Official Singles Chart della settimana del 19 marzo 2021.

## Tracce
1. Patience (feat. Yungblud & Polo G) – 3:01 (testo: Olajide Olatunji, Dominic Harrison, Taurus Bartlett, Matt Schwartz, Nicholas Gale, George Tizzard, Richard Parkhouse, James Bell, Sam Gumbley, Diego Avendano, Yoshiya Ady, Peter Jideonwo – musica: Matt Schwartz)

Download digitale - Acoustic
1. Patience (feat. Yungblud) (Acoustic) – 2:19 (testo: Olajide Olatunji, Dominic Harrison, Matt Schwartz, Nicholas Gale, George Tizzard, Richard Parkhouse, James Bell, Sam Gumbley, Diego Avendano, Yoshiya Ady e Peter Jideonwo – musica: Matt Schwartz)

## Formazione
- KSI – voce, testi
- Yungblud – voce aggiuntiva, testi
- Polo G – voce aggiuntiva, testi
- Matt Schwartz – produzione, testi
- Digital Farm Animals – testi
- Red Triangle – testi
- YAMI – testi
- S-X – testi
- Diego Ave – testi
- Yoshi – testi
- Peter Jideonwo – testi
- John Hanes – ingegneria
- Șerban Ghenea – ingegneria
- Joe LaPorta – Ingegneria

## Classifiche
| Classifica (2021) | Posizione massima |
| ----------------- | ----------------- |
| Canada            | 94                |
| Croazia           | 36                |
| Danimarca         | 37                |
| Irlanda           | 8                 |
| Lituania          | 85                |
| Norvegia          | 37                |
| Paesi Bassi       | 8                 |
| Regno Unito       | 3                 |
| Stati Uniti       | 105               |
| Svezia            | 5                 |